# Stevenson, Washington
Stevenson este o localitate având circa 1.200 de locuitori, sediul comitatului Skamania din statul  Washington,  Statele Unite ale Americii. Orașul este centrul unei zone viticole ce se întinde de-a lungul Defilului fluviului Columbia Arhivat în 31 decembrie 2010, la Wayback Machine..

## Istoric
Stevenson este declarat în anul 1907 oraș.

## Date geografice
Orașul se află amplasat pe malul de nord al fluviului Columbia River, care face graniță naturală cu statul vecin Oregon. Vizavi de oraș, pe celălalt mal al fluviului, se află autostrada națională Interstate 84 (West). Stevenson se află situat aproximativ la mijlocul defileului fluviului Columbia.

## Demografie
În anul 2000, conform recensământului efectuat de United States Census Bureau, orașul avea 1.200 de locuitori.
| Locuitori după vârstă | Număr de locuitori (în %) |
| --------------------- | ------------------------- |
| < 18                  | 25,1                      |
| 18 - 24               | 9,8                       |
| 25 - 44               | 25,8                      |
| 45 - 64               | 25,5                      |
| < 65                  | 13,9                      |